# Karl Schäfer (Komponist)
Karl Heinrich Schäfer (* 29. Juli 1899 in Roßbach im Westerwald; † 25. Juni 1970 in Osnabrück) war ein deutscher Dirigent, Komponist, Pianist und Musikdirektor.

## Biografie
Schäfer war als Musikpädagoge, Pianist und Dirigent von 1924 bis 1938 in Bamberg, Bayreuth, Gießen und Würzburg tätig, bevor er die Leitung des Konservatoriums in Osnabrück übernahm, die er von 1938 bis 1965 innehatte. Zum 1. Mai 1937 trat er der NSDAP bei.
Er verstand sich in erster Linie als schöpferischer Musiker. Mit Ausnahme der Oper hat er auf allen Gebieten der Musik Werke geschaffen, die im In- und Ausland in Konzerten und Rundfunksendungen Beachtung fanden. Sein letztes Werk komponierte er für den Auftakt der Konzertsaison 1969/70 der Osnabrücker Symphoniker.
Seine frühen Kompositionen sind dem Impressionismus verpflichtet, während er sich in seinen späteren Werken der Zwölftonmusik zuwendete. Sein Sohn ist der 1926 in Bamberg geborene Komponist und Hochschullehrer Gerhart Schäfer.

## Werke (Auswahl)
- Concerto für Flöte, Violine, Trompete, Klavier, Schlagzeug und Streichorchester. Gustav Bosse Verlag, Regensburg.
- Das musizierende Königreich. Breitkopf & Härtel, Wiesbaden.
- Divertimento. Breitkopf & Härtel, Wiesbaden.
- Kantate. Breitkopf & Härtel, Wiesbaden.
- Sonatine. Bosse, Regensburg.
- Trifolium. Breitkopf & Härtel, Wiesbaden.
- Von Hunden, Elefanten, Spatzen und Enten. Kirstner und Siegel, Köln.
- Zur Liebsten muß ich gehn. Tonger Musikverlag, Rodenkirchen.
- Suite für Violine und Kammerorchester op. 41, Musikverlag Willy Müller, Karlsruhe i. B.